# Томское (Амурская область)
То́мское — село в Серышевском районе Амурской области России. Административный центр Томского сельсовета.

## География
Село Томское стоит на правом берегу реки Томь (левый приток Зеи), напротив города Белогорск.
Село Томское расположено к югу от посёлка Серышево, расстояние до районного центра (через сёла Поляна, Красная Поляна и Бочкарёвка) — 24 км.
На запад от села Томское (вниз по правому берегу реки Томь) идёт дорога к сёлам Тавричанка, Лебяжье и Белоусовка.

## Население
| 2002  | 2010  | 2012  | 2013  | 2014  | 2015  | 2016  |
| ----- | ----- | ----- | ----- | ----- | ----- | ----- |
| 920   | ↗2067 | ↘2047 | ↘2018 | ↘1991 | ↘1977 | ↗2006 |
| 2017  | 2018  | 2021  |       |       |       |       |
| ↗2010 | ↗2014 | ↗2088 |       |       |       |       |

## Улицы
| - ул. Высокая, - ул. Зелёная, - ул. Колхозная, - ул. Ленина, - ул. Луговая, | - ул. Набережная, - ул. Новая, - ул. Рабочая, - ул. Свободная, - ул. Северная, | - ул. Сиреневая, - ул. Украинская, - ул. Центральная, - ул. Южная. |

## Инфраструктура
Восточнее села проходит Транссиб, железнодорожный и автомобильный мосты через реку Томь.